# مصر ما بعد انقلاب 2013
تشير فترة ما بعد انقلاب 2013 في مصر إلى الفترة التي تلت الانقلاب العسكري  على الرئيس محمد مرسي يوم 3 يوليو 2013 من قبل القوات المسلحة المصرية إثر تظاهرات شعبية ضد حكمه.

## خلفية

### المرحلة الانتقالية
أدت الاحتجاجات ضد الرئيس حسني مبارك في أوائل عام 2011 إلى استقالته ومحاكمته بعد أن حول الجيش المصري ولاءه للمتظاهرين، وقد كان سقوط مبارك بمثابة نجاح الثورة المصرية والتي تلت الثورة التونسية فيما عرف بالربيع العربي
سلم نائب الرئيس عمر سليمان السلطة إلى المجلس الأعلى للقوات المسلحة بعد أن أعلن استقالة مبارك في شهر فبراير 2011. وأصبحت مصر تحت الأحكام العرفية، حيث بدأ كبار الجنرالات بقيادة محمد حسين طنطاوي توجيه مصر نحو انتخابات ديمقراطية. وقد تميزت هذه الفترة بمزيد من الصراعات والاحتجاجات المستمرة، كما أن المتظاهرين هتفوا ضد الجنرالات عندما بدأ المجلس العسكري في فرض إجراءات أمنية قاسية. كما ظهرت جماعة الاخوان المسلمين بقوة كأحد المنتقدين للحكم العسكري.
في أواخر عام 2011 وأوائل عام 2012 انتخب الشعب المصري برلمانه والذي هيمن عليه الإسلاميون. ولكن المجلس الأعلى للقوات المسلحة حله في يونيو 2012، قائلا إن العديد من الانتخابات كانت غير شرعية.

### إدارة مرسي
جرت انتخابات رئاسية في منتصف عام 2012 حيث لم يحصل أي مرشح على ربع الأصوات في الجولة الأولى من الانتخابات، اثنين من كبار المرشحين المتقدمين لجولة الإعادة وهم محمد مرسي من حزب الحرية والعدالة، مرشح جماعة الإخوان المسلمين، وأحمد شفيق، المرشح المستقل الذي شغل منصب رئيس وزراء مصر في عهد مبارك. وانتقد مرسي بقوة نظام مبارك، وعرض رؤية لمصر كدولة ديمقراطية إسلامية، في حين وعد شفيق، وهو رجل علماني، لاستعادة النظام، لكن مرسي فاز في نهاية المطاف في جولة الإعادة، وهزم شفيق بفارق 3.5 نقطة مئوية.
أعاد مرسي البرلمان بعد أيام من انتخابه ، وشكل مجموعة مشرعين للعمل على صياغة دستور جديد حيث تم تمرير الدستور على الرغم من اعتراضات أعضاء المعارضة  ، عندما طرح الدستور للاستفتاء في ديسمبر 2012، تمت الموافقة على الدستور بهامش ما يقرب من 28 نقطة 
مع ذلك، واجهت حكومة مرسي احتجاجات شعبية بعد أن أصدر الرئيس مرسوماً في نوفمبر 2012 منحته صلاحيات واسعة  ، في حيث قام المتظاهرين بدعوة مرسي إلى سحب الإعلان الدستوري أو الاستقالة من منصبه. وقد استجاب مرسي لذلك في غضون أسابيع وألغى الإعلان 

### انقلاب 2013
استمرت الاحتجاجات ضد مرسي طوال النصف الأول من عام 2013، وقد تصاعدت في يونيو 2013 لفترة وجيزة بعد أن عين الرئيس إسلامياً متهماً بالتورط في مذبحة الأقصر لرئاسة محافظة الأقصر ، وبلغت ذروتها في مظاهرات حاشدة بدأت في 30 يونيو. وانتقد المحتجون مرسي لسوء الإدارة للبلد وبسبب النفوذ المتزايد لجماعة الإخوان المسلمين على حد زعمهم. حركة تمرد ادعت انها جمعت 22 مليون توقيع من المصريين المعارضين لمرسي. وطبقا لبعض المصادر، كانت الاحتجاجات هي الأكبر في تاريخ مصر.
القوات المسلحة المصرية والتي وقفت مع المتظاهرين ضد النظام حذرت مرسي إما الرد على مطالب المحتجين أو مواجهة خطة «خارطة الطريق السياسية» التي يتوقع فيها أزاحة الرئيس مرسي من منصبه. على الرغم من هذا، ألقي مرسي خطابا في 2 يوليو مشددا على انه الرئيس الشرعي، وفي اليوم التالي عبد الفتاح السيسي وهو وزير الدفاع أبلغ محمد مرسي انه لم يعد الرئيس ووجه خطاباً عبر التلفاز يعلن فيه قيادة الشعب.

### تشكيل الحكومة
في 6 يوليو 2013 ذكرت معلومات أن محمد البرادعي سيؤدي اليمين الدستورية كرئيس للوزراء وثبت لاحقا أن المعلومات غير صحيحة  وفي اليوم التالي، تم تداول اسم زياد بهاء الدين لرئاسة الوزراء في حين تم ترشيح البرادعي لمنصب نائب الرئيس  ، ولكن اعترض يونس مخبون، رئيس حزب النور، على التعيينات لأن كلا منهم ينتمون إلى جبهة الإنقاذ، ودعا إلى مرشحين «سياسين محايدين» بدلا من ذلك ، حزب النور الذي رفض بهاء الدين يوم 7 يوليو 2013، انسحبت من العملية الانتقالية تماما في يوم 8 يوليو عام 2013 بسبب مقتل أكثر 40 شخص أما الحرس الجمهوري  ، سمير رضوان، وزير المالية السابق، هو الأوفر حظا لتولي رئاسة الحكومة المؤقتة ، ولكنه تم اختيار حازم الببلاوي رئيساً للحكومة.

## التسلسل الزمني

### انقلاب 3 يوليو
بعد ظهور الفريق عبد الفتاح السيسي على التلفاز إلى جانب بابا الأقباط الأرثوذكس تاوضروس الثاني وشيخ الأزهر أحمد الطيب، والسياسي المعارض محمد البرادعي أعلن السيسي تعليق الدستور وإزاحة محمد مرسي من الرئاسة، والإعلان عن خارطة طريق لإجراء انتخابات مبكرة مع فترة انتقالية تشرف عليها حكومة مدنية  ، وإثر ذلك أعرب العديد من المتظاهرين فرحتهم بالإطاحة بالرئيس مرسي، بينما مؤيدي الرئيس شجبوا ورفضوا ذلك معتبرين أنه انقلاب غير شرعي ضد الرئيس المنتخب ديمقراطيًا. تم وضع مرسي تحت الإقامة الجبرية، واعتقل الجيش العديد من قادة الإسلاميين ومسؤولين في حزب الحرية والعدالة إضافة إلى غلق جميع القنوات المصرية المؤيدة للرئيس مرسي واعتقال معظم كوادرها لتفقد مصر من جديد أهم مكتسبات ثورة 25 يناير الا وهي حرية التعبير عن الرأي وبالاخص حرية الاعلام.

### 4 يوليو
أدى اليمين الدستورية عدلي منصور رئيس المحكمة الدستورية العليا في مصر، كرئيس مؤقت. ألقى منصور كلمة أثنى فيها المتظاهرين لاسقاط الحكومة، ولكن أعمال العنف استمرت مع سقوط أكثر من 100 مصاب وتسجيل حالتي وفاة على الاقل حالة وفاة، يعتقد أنها من الأطفال. في حين دعا المتحدث باسم جماعة الإخوان المسلمين إلى احتجاجات «سلمية بحتة» لتحدي الانقلاب العسكري.

### 5 يوليو «جمعة الرفض»
احتشد أعضاء جماعة الإخوان ومؤيدو مرسي في جميع أنحاء مصر في يوم الجمعة 5 يوليو والتي أطلقو عليها «جمعة الرفض»، مطالبين بإعادة مرسي رئيسا للبلاد، وقد حدثت اشتباكات بين الشرطة والمتظاهرين، وتحدثت تقارير عن حالات من إطلاق الرصاص الحي على جموع المتظاهرين حيث قتل 36 على الأقل وجرح أكثر من 1,000  ، في حين هاجمت جماعات جهادية مركزا للشرطة والقاعدة الجوية العسكرية في محافظة شمال سيناء، وكذلك مقر المحافظة، مما أسفر عن سقوط ضحايا من كلا الجانبين.
مسؤولون فلسطينيون في غزة قالو أيضا أن القوات المسلحة المصرية قد أغلقت معبر رفح الحدودي وسيسمح فقط لبعض الناس بالمرور مثل المرضى والطلاب 
حث قادة من حركة تمرد وجبهة الإنقاذ المتظاهرين إلى «حماية الشرعية الثورية» ، كما أعلنت الشرطة اعتقال خيرت الشاطر أبرز قيادات جماعة الاخوان 

### 6 يوليو
افادت تقارير أن محمد البرادعي قد عين رئيسا للوزراء من قبل الرئيس بالإنابة عدلي منصور على الرغم من اعتراضات الإسلاميين  ، ثم سحب اعلان تعيين البرادعي في وقت لاحق، وذكر المتحدث باسم الرئاسة انه لم يتخذ قرار بشأن ما إذا كان البرادعي أو شخص آخر سيكون رئيس الوزراء. وأطلق سراح أحمد دومة أحد المعارضين المسجونين بتهمة «إهانة» مرسي والتحريض على العنف ضد الاخوان المسلمين خلال احتجاجات سابقة المسجون في انتظار صدور حكم من المحكمة. وفي الوقت نفسه، استمرت الاشتباكات في شبه جزيرة سيناء، حيث قتل قس مسيحي قبطي بالرصاص على أيدي مسلحين ملثمين. واصل أنصار مرسي اعتصامهم في رابعة العدوية بمدينة نصر، إحدى ضواحي القاهرة، مطالبين بإعادة الرئيس السابق.

### 7 يوليو
استمرت المفاوضات حول تعيين رئيساً للوزراء، وهناك تقارير أشارت إلى ان حزب النور اعترض على تعيين البرادعي. وفي الوقت نفسه، ظهرت رسالة من محمد بديع على صفحة جماعة الاخوان المسلمين على الفيسبوك يتهم فيها قادة الانقلاب بممارسة «انتهاكات صارخة ضد الشعب المصري»، بينما احتشد عشرات الآلاف من المتظاهرين المؤيدين لمرسي في القاهرة.

### 8 يوليو «دار الحرس الجمهوري»
في يوم الإثنين 8 يوليو قتل 51 شخصا على الأقل  وأصيب أكثر من 435 آخرين، بنيران جنود أطلقت من عدة مباني على أنصار الرئيس المعزول محمد مرسي المعتصمين قرب مبنى الحرس الجمهوري  ، وقال الجيش المصري في بيان أذاعه التلفزيون المصري إن «جماعة إرهابية مسلحة» حاولت اقتحام المبنى قبض الجيش على 200 منهم، وبأن ضابطا قد قتل  وأوضح المعتصمون أن قوات الحرس الجمهوري فتحت النار عليهم أثناء تأدية صلاة الفجر في محاولة لفض الاعتصام.

### 9 يوليو «إعلان دستوري»
في يوم 9 يوليو 2013 أصدر الرئيس عدلي منصور إعلانًا دستوريًا تضمن 33 مادة كإطار زمني للمرحلة الانتقالية عقب عزل الرئيس محمد مرسي. وقوبل الإعلان برفض سياسي واسع من حزب الحرية والعدالة  وحركة تمرد  وجبهة الإنقاذ الوطني.

### 10 يوليو
مرة أخرى رفضت جماعة الإخوان المسلمين المبادرات من أجل المشاركة في الحكومة الانتقالية، في حين صدرت أوامر بالقبض على محمد بديع ومسؤولين كبار في الجماعة.

### 11 يوليو
أمر الرئيس الأمريكي أوباما بمراجعة المساعدات الأمريكية لمصر 

### 12 يوليو «جمعة الزحف»
دعا ما يعرف «بالتحالف الوطني لدعم الشرعية» إلى مليونيات عقب صلات التراويح في عدد من محافظات مصر  حيث امتلأ ميدان رابعة العدوية وذكرت المنصة أن قرابة خمسة ملايين تجمعوا في الميدان في حين احتشدت أعداد من المتظاهرين في خطوة مفاجأة في ميدان رمسيس ، في الوقت نفسه دعت الولايات المتحدة السلطات المصرية إلى الإفراج عن الرئيس مرسي، وحضتها على وقف ما اعتبرته «الاعتقالات الاعتباطية» لقادة الاخوان المسلمين 

### 13 يوليو
أعلنت النيابة المصرية العامة أنها أجرت تحقيقا جنائيا من مرسي يتهمة «التجسس والتحريض على العنف وتخريب الاقتصاد».

### 14 يوليو
لأول مرة يتحدث الجنرال عبد الفتاح السيسي في التلفزيون الرسمي منذ الإعلان عن عزل مرسي من منصبه ودافع عن تصرفات الجيش في خلع الرئيس السابق، في حين أدى محمد البرادعي اليمين الدستورية في منصب نائب الرئيس المؤقت، وقد تم تم تجميد أصول 14 من الإسلاميين البارزين، بمن فيهم محمد بديع.

### 15 يوليو
زار نائب وزيرة الخارجية الأمريكية وليام جوزيف بيرنز هو المسؤول الأميركي الأعلى رتبة الذي يزور مصر منذ الإطاحة بمرسي، واجتمع مع ممثلين عن الحكومة المؤقتة. وفي الوقت نفسه، قتل ثلاثة على الاقل وأصيب 17 في شمال سيناء عندما أطلق مسلحون قذائف صاروخية على حافلة عمال.

### 19 يوليو
دعت جماعة الإخوان المسلمين إلى مزيد من الاحتجاجات بعد صلاة الجمعة يوم 19 يوليو.

### 22 يوليو
أدت الاحتجاجات في القاهرة إلى وفاة شخصين في مظاهرة مؤيدة لمرسي كما فتح مسلحون مجهولون النار على المتظاهرين. كما تسبب انفجار قنبلة إلى قتل وجرح 15 مجند في مركز للشرطة في المنصورة. كما اتهم عائلة الرئيس محمد مرسي الجيش باختطافه.

### 23 يوليو
تأخر تسليم طائرات مقاتلة من طراز إف-16 فايتنج فالكون من فورت وورث، تكساس إلى مصر «لأسباب سياسية».

### 24 يوليو
انفجرت قنبلة في مركز للشرطة المصرية في مدينة المنصورة، عاصمة محافظة الدقهلية، مما أسفر عن مقتل شخص واحد على الاقل واصابة 17.
خلال كلمة له في استعراض عسكري، دعا اللواء السيسي لخروج مظاهرات حاشدة يوم 26 يوليو لمنح قواته «التفويض» للقضاء على «الإرهاب»، في إشارة واضحة إلى تفجير المنصورة، وقد أُعتبر ذلك تناقض لتعهدات الجيش على تسليم السلطة للمدنيين بعد عزل مرسي ومؤشرا لحملة وشيكة ضد الإسلاميين.
ردود الفعل على إعلان السيسي تراوحت بين الدعم المفتوح من قبل الرئاسة المصرية  وحركة تمرد  إلى الرفض، ليس فقط من جانب جماعة الإخوان المسلمين، التي اعتبرت ذلك «دعوة إلى حرب أهلية»،  ولكن أيضا من قبل حزب النور السلفي،  وحزب مصر القوية،  وحركة 6 أبريل  وجماعات حقوق الإنسان المصرية.

### 26 يوليو
اندلعت اشتباكات بمحافظة الإسكندرية بين مؤيدي ومعارضي الرئيس المعزول محمد مرسي، بمنطقة جامع القائد إبراهيم، والتي أسفرت عن مقتل عشرة أشخاص وإصابة 400 شخص بطلقات خرطوش ورصاص حي وجروح قطعية. وأعلن إمام مسجد القائد إبراهيم عن إيقاف صلاة التراويح، وذلك بعد الاشتباكات واقتحام المسجد واحتجاز المصليين وتخريب منشآت الصلاة وساحات صلاة النساء والحمامات المتنقلة وسرقه كل ما فيها.

### 27 يوليو
قتل العشرات في الصباح الباكر بعد أن فتحت قوات الأمن النار على متظاهرين مؤيدين للرئيس المعزول محمد مرسي على طريق قريبة من ميدان رابعة العدوية. قالت وزارة الصحة أنها تأكدت من سقوط 38 قتيلا، في حين زعمت مصادر الإخوان المسلمين ان عدد القتلى لا يقل عن 139 و4،500. مصاب وقال متحدث باسم جماعة الاخوان المسلمين ان الشرطة استخدمت الذخيرة الحية وأطلقت النار بقصد القتل. اتهم وزير الداخلية محمد إبراهيم الإخوان بالمبالغة في عدد الضحايا وقال ان الشرطة اضطرت للتدخل بعد أن اشتبك المتظاهرون مع السكان المحليين الذين كانوا يحاولون اغلاق جسر رئيسي، وزعم ان الشرطة لم تستخدم الذخيرة الحية حيث حاولت تفريق المتظاهرين بالغاز المسيل للدموع. وفي الوقت نفسه، دعا زعيم حزب النور يونس مخيون إلى إجراء تحقيق كامل في الحادث، الإخوان الذين وصفوا ما حصل بأنها «مجزرة»، رددوا شعارات غاضبة خلال تظاهرات مؤيدة لمرسي خلال النهار.

## فض الاعتصامات
في 14 أغسطس، 2013 قامت قوات الشرطة والجيش بالتحرك لفض اعتصامات المعارضين لعزل محمد مرسي عن رئاسة مصر. الاعتصامات الرئيسية كانت في منطقة رابعة العدوية في القاهرة والنهضة بالجيزة. وأوقعت هذه الأحداث الآف القتلى وآلاف الجرحى.

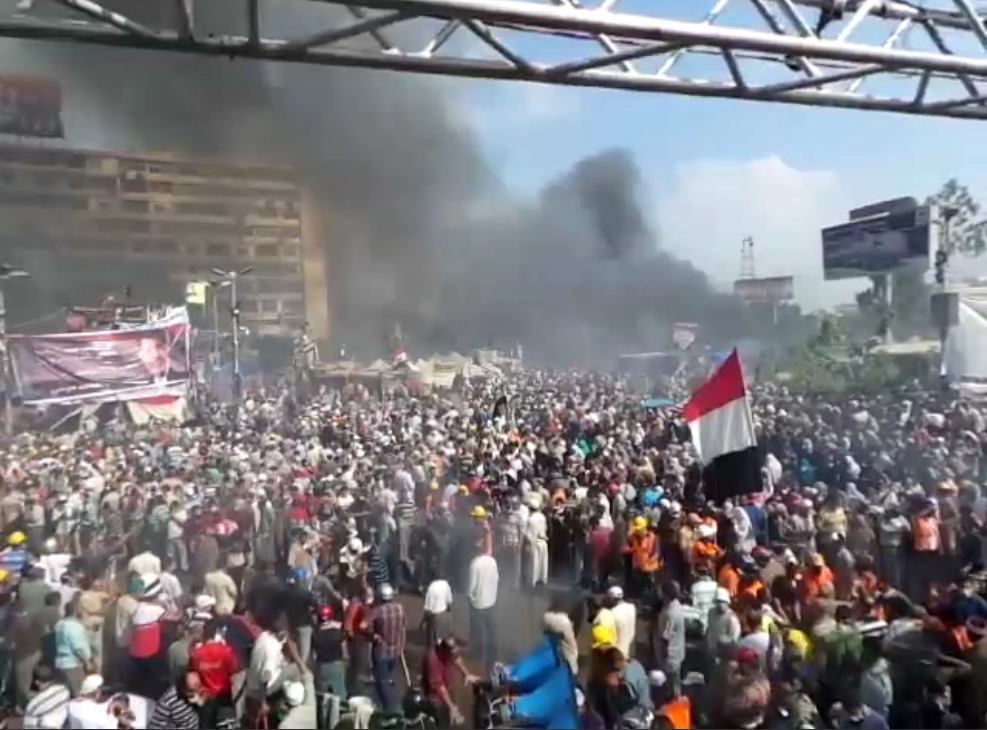
فض اعتصامي رابعة والنهضة

## أحداث رمسيس الثانية
في 16 أغسطس، 2013 قامت قوات الشرطة والجيش بمهاجمة المتظاهرين بميدان رمسيس بجوار مسجد الفتح، ووقع عدد كبير من القتلى والجرحى، كما تم حصار المسجد حتى إلقاء القبض على من كان فيه في صبيحة اليوم التالي.

## أغسطس و30 - 8
انطلقت مظاهرات في أنحاء الجمهورية في 30 من أغسطس، وشهدت لأول مرة حضور ملحوظ للألتراس (أهلاوي ووايت نايتس) مما جعل البعض يتهمهم بأنهم قد تم شراءهم أو تضليلهم من قبل الإخوان المسلمين. كما أعلنت حركة أحرار المناوئة لحكم العسكر ولحكم الإخوان معا، مقتل 6 من أعضائها في مظاهرة ميدان سفنكس، والذي بات يعرف بالميدان الثالث.

## أكتوبر
من ابرز احداث هذا الشهر هو يوم 6 أكتوبر عندم دعا التحالف الوطني لدعم الشرعية الي مظاهرات كبيرة في هذا اليوم وبالفعل خرجت الحشود في اليوم مطالبين بعودة الدكتور محمد مرسي الي منصبه كرئيس للجمهورية

## نوفمبر
من أبرز أحداث هذا الشهر ما عرف بقضية فتيات الإسكندرية التي حُكم فيها على متظاهرات دون الثامنة عشر من العمر بالسجن أحد عشر سنة.

## ديسمبر
من أبرز أحداث هذا الشهر تفجير مديرية المنصورة ومصادرة أموال أكثر من ألف جمعية خيرية تابعة للإخوان المسلمين وجماعة أنصار السنة المحمدية والجمعية الشرعية.